# محوطه جوار مسجد کبود
محوطه جوار مسجد کبود مربوط به دوران پیش از تاریخ ایران باستان است و در تبریز، خیابانهای امام خمینی، شهید بهشتی و خاقانی واقع شده و این اثر در تاریخ ۷ مهر ۱۳۸۱ با شمارهٔ ثبت ۶۵۱۷ به‌عنوان یکی از آثار ملی ایران به ثبت رسیده است.